# Sociedad Deportiva Beasáin
La Sociedad Deportiva Beasáin (en euskera Beasain Kirol Elkartea) es un club de fútbol español, de la ciudad de Beasáin (Guipúzcoa). Fue fundado en 1905 y juega en la Segunda división RFEF española.

## Historia
La SD Beasáin es un club histórico, ya que fue fundado en 1905, pero ha tenido una historia relativamente discreta, como corresponde al club de una ciudad pequeña de poco más de 10 000 habitantes. En cualquier caso es el club de fútbol de más tradición, no solo de Beasáin, sino de toda la comarca guipuzcoana del Goierri.
Suele ser llamado el equipo vagonero, porque la fabricación de vagones de tren es la industria más importante de Beasáin desde principios del siglo XX (aquí se encuentra la empresa C.A.F.).
Entre 1956 y 1965 estuvo 9 temporadas en la Tercera división española. Tras competir muchos años en categorías regionales, en 1991 logró de nuevo ascender a esta categoría, para al año siguiente obtener el pase a la Segunda división B española. Debutó en esta categoría en 1992. La edad de oro del Beasáin se prolonga durante una década en esta categoría. Sus puntos álgidos son las temporadas 1994-95 y 1997-98, cuando logra clasificarse para los play-offs de ascenso a la Segunda división española. En ambas ocasiones fue ampliamente superado por sus rivales. En 2001 eliminó a la Real Sociedad de Fútbol en la primera ronda de la Copa del Rey de fútbol, una gesta muy recordada. En 2002 perdió la categoría y actualmente juega en el Grupo IV de la Tercera división.
Al finalizar la temporada 2006-07 se clasificó para los play-offs de ascenso a la Segunda división B, pero fue eliminado por el Club de Fútbol Reus Deportiu.

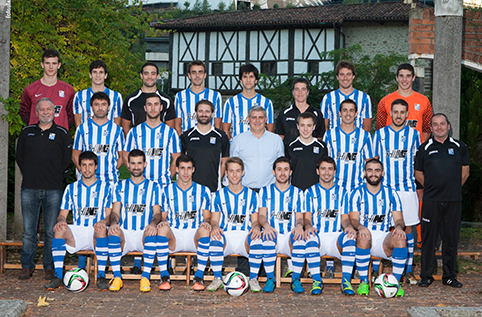
Plantilla S.D. Beasáin 2015/2016

Al finalizar la temporada 2011-2012 se clasificó para los play-offs de ascenso a segunda división B, siendo eliminado por el Levante CF. En la temporada 2016-17 llegó a la última ronda de los play-offs después de haber superado las anteriores rondas de eliminación ante La Hoya Lorca B y el Cacereño, quedando eliminado en Mareo (Gijón) ante el filial del Sporting de Gijón, en un partido más que polémico, dada la actuación arbitral en contra del Beasáin.

## Uniforme
- Uniforme titular: Camiseta blanquiazul, pantalón blanco y medias a rayas horizontales blancas y azules.
- Uniforme alternativo: Camiseta, pantalón y medias negras

## Estadio
Estadio Municipal de Loinaz, inaugurado en 1951, remodelado y reinaugurado en 2005 con motivo del Centenario del club. Era de hierba natural pero ha sido remodelado (2017) con hierba artificial de última generación. Tiene capacidad para 1000 espectadores. Las medidas del estadio han crecido junto con la remodelación, actualmente tiene unas medidas de 102x63. De esta manera, se disputarán más partidos y entrenamientos en el estadio, ya que con la hierba natural el césped no solía estar en buenas condiciones.

## Datos del club
- Temporadas en 1.ª: 0
- Temporadas en 2.ª: 0
- Temporadas en 2ªB: 10
- Temporadas en 3.ª: 27
- Mejor puesto en la liga: 2º (Segunda división B española temporada: 97-98)

## Palmarés

### Torneos nacionales
- Subcampeón de la Tercera División de España (2): 1991-92 y 2016-17